# Rörtjärnen (Haverö socken, Medelpad, 690837-146133)
Rörtjärnen är en sjö i Ånge kommun i Medelpad och ingår i Ljungans huvudavrinningsområde.